# TLT Molise
TLT Molise è un'emittente televisiva molisana. Nasce a Trivento, in provincia di Campobasso, il 20 ottobre 1986 per iniziativa dei coniugi Alessandro "Spartaco" Porfirio Maria Lapenna. Fin dall'inizio ha la sua sede ufficiale nel comune trignino ma a Campobasso ha la redazione giornalistica principale. Per molto tempo ha avuto come nome Teletrigno in quanto oltre ad avere sede nel comune alle pendici del fiume, dedicava molto spazio all'attualità dei paesi molisani e abruzzesi del Trigno e dell'Adriatico; in seguito all'estensione del suo segnale, e all'apertura di una sede a Campobasso, ha assunto il nome attuale. Attualmente ha 4 redazioni: a Campobasso, Trivento, Isernia e Termoli.

## Trasmissioni attuali autoprodotte
- TLT NEWS (telegiornale in onda tutti i giorni)
- TLT IN RETE (programma sportivo in onda la domenica con risultati e servizi calcistici)
- FOCUS (settimanale di approfondimento politico e culturale)

## Frequenze
TLT Molise irradia il suo segnale in tutta la regione Molise, Abruzzo, al nord della Puglia e in alcuni centri della Campania e del Lazio. In Molise trasmetteva il proprio mux sul canale 43 UHF (LCN 14 - 114 - 214 - 613 - 614 – 615) e nello stesso mux irradiava anche il segnale di un'emittente televisiva pugliese,  Telefoggia, la quale allo stesso tempo ospitava la tv trignina sul suo mux (UHF 22). In Abruzzo invece, il mux TLT Molise era assegnato sul canale 31 UHF con LCN 110 - 271 – 620. Con il refarming delle frequenze del 2022, trasmette in Abruzzo e Molise sull'LCN 77.

## Impianti

### Molise

#### CB
- CERRO DEL RUCCOLO - Casacalenda
- MONTE LA ROCCA - Mirabello Sannitico
- VIA SANTE CATERINA - Ferrazzano
- COLLE DI BRECCIA - Petacciato

#### IS
- MONTE PATALECCHIA - Castelpetroso
- MONTE CERVARO - Colli a Volturno
- VIA FONTE VECCHIA - Pesche

### Abruzzo

#### CH
- COLLE DELLE TRE CROCI - Schiavi di Abruzzo
- MONTE FARANO - Tufillo
- MONTE PALLANO - Bomba

#### AQ
- CIMITERO - Alfedena
- RUDERI DEL CASTELLO MEDIEVALE - Castel di Sangro
- COLLE CROCI - Barrea
- BASE LOGISTICA - Roccaraso